# Paliperidone
Il Paliperidone, chiamato anche Invega, è un farmaco che viene usato per la schizofrenia e il disturbo schizoaffettivo; appartiene alla categoria farmacologica degli antipsicotici atipici ed è il metabolita attivo di un altro antipsicotico, il risperidone. Oltre che nella formulazione per uso orale, è disponibile sotto forma di iniezione intramuscolo mensile, con il nome commerciale di Xeplion e in quella trimestrale, con il nome di Trevicta.
Negli USA è stato approvato dalla Food and Drug Administration (FDA) nel 2006.
Può essere ridotto l'assorbimento assumendo fino a 900 mg di estratto secco di Iperico che stimola il meccanismo della P-Glicoproteina.
Il paliperidone palmitato è un estere del paliperidone in sospensione acquosa, formulazione iniettabile a rilascio prolungato. Appartiene alla Lista dei farmaci essenziali dell'OMS. È disponibile anche come farmaco generico.

## Indicazioni d'uso
Negli Stati Uniti, il paliperidone è indicato per il trattamento della schizofrenia e per il del disturbo schizoaffettivo sia in monoterapia che in associazione con stabilizzatori dell'umore e/o antidepressivi.
Nell'Unione europea, il paliperidone è indicato per il trattamento della schizofrenia negli adulti e negli adolescenti di età pari o superiore a 15 anni e per il trattamento del disturbo schizoaffettivo negli adulti.
Il paliperidone trova impiego per il trattamento della schizofrenia e del disturbo schizoaffettivo.

## Effetti collaterali
Gli effetti collaterali più comuni includono: mal di testa, insonnia, sonnolenza, parkinsonismo (effetti simili al morbo di Parkinson come tremori, rigidità muscolare e movimenti lenti), distonia (contrazioni muscolari involontarie), vertigini, acatisia (irrequietezza), agitazione, ansia, depressione, aumento di peso, nausea, vomito, costipazione, dispepsia (bruciore di stomaco), diarrea, secchezza delle fauci, stanchezza, mal di denti, dolori muscolari e ossei, mal di schiena, astenia (debolezza), tachicardia (aumento della frequenza cardiaca), ipertensione, prolungamento dell'intervallo QT (un'alterazione dell'attività elettrica del cuore), infezioni delle vie respiratorie superiori (infezioni del naso e della gola) e tosse.
Come altri farmaci antipsicotici che agiscono sull'intervallo QT, anche la terapia con paliperidone richiede un monitoraggio cardiaco periodico con l'esecuzione di un'ecocardiogramma a riposo. Nella pratica clinica, si riscontra in alcuni casi un aumento significativo delle concetrazioni plasmatiche dell'ormone prolattina,. L'aumento della prolatina sierica è assente in altri farmaci per il trattamento della schizofrenia (come l'aripiprazolo). 
Inoltre, il paliperidone può ridurre la capacità dell’organismo di combattere le infezioni.
Uno studio del 2023 ha scoperto che il paliperidone può peggiorare l'apprendimento verbale e la memoria rispetto al placebo nei primi mesi di trattamento della psicosi. 
Altri sintomi possono includere irrequietezza, aumento della sudorazione e disturbi del sonno.  Meno comunemente possono verificarsi una sensazione di vertigini, intorpidimento o dolori muscolari.

## Farmacologia
Il paliperidone è il principale metabolita attivo del risperidone, un antipsicotico di vecchia generazione. Sebbene il suo meccanismo d'azione specifico sia sconosciuto, si ritiene che il paliperidone e il risperidone agiscano attraverso vie simili, se non identiche.  Si ritiene che la sua efficacia derivi dall'antagonismo dopaminergico e serotoninergico centrale, ad eccezione del paliperidone che, come il suo composto originario risperidone, funziona come agonista inverso del 5-HT2A. Il paliperidone agisce anche come antagonista dei recettori adrenergici alfa-1 e alfa-2 e dei recettori istaminergici H1. 
È noto che il cibo aumenta l'assorbimento delle compresse a rilascio prolungato Invega tipo ER OROS. Il cibo ha aumentato l'esposizione al paliperidone fino al 50-60%; tuttavia, l'emivita non è stata influenzata in modo significativo. L'effetto era probabilmente dovuto a un ritardo nel transito della formulazione ER OROS nella parte superiore del tratto gastrointestinale, con conseguente aumento dell'assorbimento.
Gli induttori della glicoproteina P, come l'iperico, riducono I'efficacia del risperidone e il suo metabolita paliperidone.

## Storia
Il paliperidone (col nome di Invega) è stato approvato nel 2006 dalla Food and Drug Administration (FDA) statunitense per il trattamento della schizofrenia e, tre anni dopo, per il trattamento del disturbo schizoaffettivo. La forma iniettabile a lunga durata d'azione del paliperidone, commercializzata come Invega Sustenna negli Stati Uniti e Xeplion nell'Unione Europea, è stata approvata dalla FDA nel luglio 2009.
È stato inizialmente approvato nell'Unione Europea nel 2007 per la schizofrenia, la forma a rilascio prolungato e l'uso per il disturbo schizoaffettivo sono stati approvati nell'UE nel 2010 e l'estensione dell'uso negli adolescenti di età superiore ai 15 anni è stata approvata nel 2014.
| Farmaco | Nome commerciale   | Classe                | Veicolo                | Dosagio                   | Tmax     | t1/2 singolo | t1/2 multiplo | logPc    | Ref                  |
| --- | ------------------ | --------------------- | ---------------------- | ------------------------- | -------- | ------------ | ------------- | -------- | -------------------- |
| Aripiprazolo lauroxile | Aristada           | Antipsicotico atipico | Acquaa                 | 441–1064 mg/4–8 settimane | 24–35 gg | ?            | 54–57 gg      | 7.9–10.0 |                      |
| Aripiprazole monoidrato | Abilify Maintena   | Antipsicotico atipico | Acquaa                 | 300–400 mg/4 settimane    | 7 gg     | ?            | 30–47 gg      | 4.9–5.2  |                      |
| Bromperidolo decanoato | Impromen Decanoas  | Antipsicotico tipico  | olio di semi di sesamo | 40–300 mg/4 sett.         | 3–9 gg   | ?            | 21–25 gg      | 7.9      | [ 24 ]               |
| Clopentixolo decanoato | Sordinol Depot     | Antipsicotico tipico  | Viscoleob              | 50–600 mg/1–4 sett.       | 4–7 gg   | ?            | 19 gg         | 9.0      | [ 25 ]               |
| Flupentixolo decanoato | Depixol            | Antipsicotico tipico  | Viscoleob              | 10–200 mg/2–4 sett.       | 4–10 gg  | 8 gg         | 17 gg         | 7.2–9.2  | [ 25 ] [ 26 ]        |
| Flufenazina decanoato | Prolixin Decanoate | Antipsicotico tipico  | Olio di semi di sesamo | 12.5–100 mg/2–5 sett      | 1–2 gg   | 1–10 gg      | 14–100 gg     | 7.2–9.0  | [ 27 ] [ 28 ] [ 29 ] |
| Flufenazina enantato | Prolixin Enanthate | Antipsicotico tipico  | Olio di semi di sesamo | 12.5–100 mg/1–4 sett      | 2–3 gg   | 4 gg         | ?             | 6.4–7.4  | [ 28 ]               |
| Fluspirilene | Imap, Redeptin     | Antipsicotico tipico  | Acquaa                 | 2–12 mg/1 week            | 1–8 gg   | 7 gg         | ?             | 5.2–5.8  | [ 30 ]               |
| Aloperidolo decanoato | Haldol Decanoate   | Antipsicotico tipico  | Olio di semi di sesamo | 20–400 mg/2–4 sett        | 3–9 gg   | 18–21 gg     | 18–21 gg      | 7.2–7.9  | [ 31 ] [ 32 ]        |
| Olanzapina pamoato | Zyprexa Relprevv   | Antipsicotico atipico | Acquaa                 | 150–405 mg/2–4 sett       | 7 gg     | ?            | 30 gg         | –        |                      |
| Oxiprotepina decanoato | Meclopin           | Antipsicotico tipico  | ?                      | ?                         | ?        | ?            | ?             | 8.5–8.7  |                      |
| Paliperidone palmitato | Invega Sustenna    | Antipsicotico atipico | Acquaa                 | 39–819 mg/4–12 sett       | 13–33 gg | 25–139 gg    | ?             | 8.1–10.1 |                      |
| Perfenazina decanoato | Trilafon Dekanoat  | Antipsicotico tipico  | Olio di semi di sesamo | 50–200 mg/2–4 sett        | ?        | ?            | 27 gg         | 8.9      |                      |
| Perfenazina palmitato | Trilafon Enanthate | Antipsicotico tipico  | Olio di semi di sesamo | 25–200 mg/2 sett          | 2–3 gg   | ?            | 4–7 gg        | 6.4–7.2  | [ 33 ]               |
| Pipotiazina palmitato | Piportil Longum    | Antipsicotico tipico  | Viscoleob              | 25–400 mg/4 sett          | 9–10 gg  | ?            | 14–21 gg      | 8.5–11.6 | [ 26 ]               |
| Pipotiazina undecilenato | Piportil Medium    | Antipsicotico tipico  | Olio di semi di sesamo | 100–200 mg/2 sett         | ?        | ?            | ?             | 8.4      |                      |
| Risperidone | Risperdal Consta   | Antipsicotico atipico | Microspheres           | 12.5–75 mg/2 sett         | 21 gg    | ?            | 3–6 gg        | –        |                      |
| Template:No selflink | Clopixol Acuphase  | Antipsicotico tipico  | Viscoleob              | 50–200 mg/1–3 gg          | 1–2 gg   | 1–2 gg       | 1–2 gg        | 4.7–4.9  |                      |
| Zuclopentixolo decanoato | Clopixol Depot     | Antipsicotico tipico  | Viscoleob              | 50–800 mg/2–4 sett        | 4–9 gg   | ?            | 11–21 gg      | 7.5–9.0  |                      |
| Nota: Tutti sono somministrati tramite iniezione intramuscolare. Note a piè di pagina: a = Microcristallina o nanocristallina sospensione acquosa. b = olio vegetale a bassa viscosità (in particolare olio di cocco frazionato con trigliceridi a catena media). c = Predeto, da PubChem e DrugBank. Fonti: Main: |                    |                       |                        |                           |          |              |               |          |                      |

| Sito   | Ki (nM) |
| ------ | ------- |
| 5-HT1A | 6.17    |
| 5-HT2A | 1       |
| 5-HT2C | 48      |
| 5-HT6  | 24      |
| 5-HT7  | 2.7     |
| α1A    | 2.5     |
| α2A    | 3.9     |
| α2C    | 2.7     |
| D1     | 41      |
| D2     | 1.6     |
| D3     | 3.5     |
| D4     | 54      |
| D5     | 29      |
| H1     | 19      |
| H2     | 121     |
| mACh   | >10,000 |

I valori di Ki sono espressi in nM. Più è piccolo il valore, più è forte il legame del farmaco al relativo sito.

## Cultura e società

### Morti
Nell'aprile 2014 è stato riportato nella letteratura scientifica il decesso di 21 giapponesi che avevano ricevuto iniezioni di paliperidone palmitato a rilascio prolungato. Tale numero è da raportarsi ai 10.700 individui a cui era stato prescritto il farmaco.

### Nomi commerciali
Nel maggio 2015, una formulazione di paliperidone palmitato è stata approvata dalla Food and Drug Administration statunitense con il nome commerciale Invega Trinza. Una sospensione a rilascio prolungato simile è stata approvata nel 2016 dall'Agenzia europea per i medicinali, originariamente con il nome commerciale di Paliperidone Janssen, successivamente rinominato Trevicta. Nel settembre 2021, una nuova formulazione di paliperidone palmitato, Invega Hafyera, è stata approvata dalla FDA.